# Velmi nízkodenzitní lipoprotein
Velmi nízkodenzitní lipoprotein (anglicky very low-density lipoprotein – VLDL) je lipoproteinová částice, která vzniká v játrech a dosahuje velikosti asi 35–100 nm. Základ tvoří jednoduché tuky – triglyceridy, ty jsou obklopeny fosfolipidy, cholesterolem, cholesteryl estery a jistými apolipoproteiny. Z apolipoproteinů je nejvýznamnější apolipoprotein B (ApoB) – stabilizuje VLDL částici. Velmi nízkodenzitní lipoproteiny se uvolňují z jaterních buněk do krevního oběhu. Z krve je VLDL odstraňován činností lipoprotein lipázy, schopné degradovat triacylglyceroly. VLDL částice postupně ztrácí své lipidové i některé proteinové složky a stává se IDL částicí, tzv. lipoproteinem intermediární hustoty. Ta se dále mění na LDL částici, tzv. „zlý“ cholesterol.
Je pozorováno, že zvýšená produkce VLDL je spojena s vyšší tvorbou LDL a přispívá tak k rozvoji aterosklerotických plátů. S VLDL souvisí i další onemocnění. Poškozená sekrece VLDL (a tedy jejich hromadění v játrech) vede k onemocnění jaterní steatóza.